# Římskokatolická farnost u kostela Panny Marie Nanebevzetí Praha-Modřany
Římskokatolická farnost u kostela Nanebevzetí Panny Marie Praha-Modřany je územním společenstvím římských katolíků v rámci III. pražského vikariátu v Arcidiecézi pražské.

## Dějiny farnosti
První nepřímá zmínka o existence plebáně v Modřanech pochází z roku 1329, kdy je na jedné z listin vydané scholastiky pražské kapituly podepsán jakýsi Vojtěch – plebán v Modřanech.
První přímá zmínka o kostele a faře pochází z roku 1380, v souvislosti s vizitací říčanského arcijáhna. Při ní bylo shledáno, že kostel má: „...jednu albu se štolou a humerálem, jeden misál starý špatně vázaný, jeden kalich stříbrný s nodem pozlaceným, v hořejší části puklý, matutinál starý, žaltář starý, dvě pally a jednu pokrývku...“
Přímé potvrzení existence fary v Modřanech nalézáme v seznamu farních kostelů náležejících k říčanskému děkanství z roku 1384, kde jsou uvedeny i Modřany.
V roce 1420, kdy husité táhli na zbraslavský klášter, vyplenili i ves Modřany, kde měla svůj majetek Vyšehradská kapitula a sakristián Pražského kostela a při té příležitosti vypálili i kostel. Kněžský majetek přešel na Staroměstské.
Další zmínku o modřanské faře máme až z roku 1525, kdy měl Vácha z Modřan spor o manželství u utrakvistické konzistoře.
Po bitvě na Bílé hoře byl Pražským veškerý majetek zabaven. V této době byl zpustošený kostel částečně opraven, zůstal však bez faráře.
V roce 1622 opat zbraslavského kláštera Urat koupil bývalý majetek Pražanů v Modřanech. Tehdy také samostatná Modřanská fara zanikla a kostel se stal filiálním, spadajícím pod farnost Zbraslav.
Kolem roku 1785 zde byla lokálie.
V roce 1802 Modřany zasáhl velký požár, který zničil i budovu fary a v ní umístěnou školu. Nová budova fary byla vybudována v roce 1809, ale modřanská farnost byla obnovena až 13. září 1855.
Matriky zde byly vedeny od roku 1787, předtím ve farnosti Zbraslav, uloženy na OÚ MČ Praha 1, matriky od r. 1950 uloženy ve farnosti.
Starší názvy: Modřana; Modřan; Modřany; Praha 4-Modřany – Nanebevzetí Panny Marie.

## Území farnosti[1]
Modřanská farnost je jednou z 19 farností Třetího pražského vikariátu. Na jejím území žije zhruba 52 000 obyvatel. Do farnosti patří následující obce (řazeno abecedně):
- Hodkovičky (Praha 4)
- Cholupice (Praha 12)
- Komořany (Praha 12)
- Modřany (Praha 12)
- Písnice (Praha 12)
- Točná (Praha 12)

## Bohoslužby (Kostel Nanebevzetí Panny Marie v Modřanech)[1]
| Kostel                             | Adresa                                                                                      | Bohoslužba                                                                                                |
| ---------------------------------- | ------------------------------------------------------------------------------------------- | --- |
| Nanebevzetí Panny Mariev Modřanech | K Dolům 31/5, 143 00 Praha-Modřany 50°00′14.4″ N, 14°24′25.05″ E (50.0040000N, 14.4069583E) | po --:-- út 18:00 st 18:00 čt 18:00 pá 18:00 so 8:00 (1. sobota v měsíci - latinsky) ne 8:00, 9:30, 18:00 |

## Osoby farnosti[1]
- P. Mgr. Josef Pecinovský - farář
- P. Karol Laburda - výpomocný duchovní